# Liste des gouverneurs actuels des provinces bulgares
 (août 2023).
Cette page dresse la liste des gouverneurs des 28 provinces bulgares (le maire de Sofia est ajouté).

## Gouverneurs (et maire de Sofia)
| Oblast (province) | Nom                        | Depuis (le)      |
| ----------------- | -------------------------- | ---------------- |
| Blagoevgrad       | Valeri Smilenov            | Août 2009        |
| Bourgas           | Konstantin Grebenarov      | Août 2009        |
| Choumen           | Dimitar Alexandrov         | Août 2009        |
| Dobritch          | Jeliazko Jeliazkov         | Août 2009        |
| Gabrovo           | Atanas Nanev               | 2009/2017        |
| Kardjali          | Ivanka Taouchanova         | Août 2009        |
| Khaskovo          | Roumen Danov               | Août 2009        |
| Kyoustendil       | Lioubomir Antchev          | Août 2009        |
| Lovetch           | Nikolaï Nankov             | Août 2009        |
| Montana           | Ivaïlo Petrov              | Août 2009        |
| Pazardjik         | Dontcho Baksanov           | Août 2009        |
| Pernik            | Ivo Petrov                 | Août 2009        |
| Pleven            | Ivan Novkirichki           | Août 2009        |
| Plovdiv           | Ivan Totev                 | Août 2009        |
| Razgrad           | Valentin Vasilev           | Août 2009        |
| Roussé            | Plamen Stoïlov             | Août 2009        |
| Silistra          | Vladimir Iankov            | Août 2009        |
| Sliven            | Marin Kavrakov             | Août 2009        |
| Smolyan           | Stefan Staïkov             | Août 2009        |
| Sofia-Ville       | Danail Kirilov             | Août 2009        |
| Sofia-Ville       | Iordanka Fandakova (maire) | 23 novembre 2009 |
| Sofia (oblast)    | Krasimir Jivkov            | Août 2009        |
| Stara Zagora      | Iordan Nikolov             | Août 2009        |
| Targovichte       | Mitko Staïkov              | Août 2009        |
| Varna             | Ivan Velikov               | 2013             |
| Veliko Tarnovo    | Pentcho Pentchev           | Août 2009        |
| Vidin             | Plamen Stefanov            | Août 2009        |
| Vratsa            | Pepa Vladimirova           | Août 2009        |
| Yambol            | Tania Dimitrova            | Août 2009        |

## Lien(s) externe(s)
- (en) Mouvement du 12 août 2009
- (en) Mouvement du 19 août 2009
- AIRF